# Erick Morillo
Erick Morillo (ur. 26 marca 1971 w Cartagena de Indias, zm. 1 września 2020 w Miami) – kolumbijsko–amerykański DJ i producent muzyczny. Występował w zespołach B-Crew, Club Ultimate, Da Mob, Deep Soul, The Dronez, E & R, In The Screen, Lil Mo' Yin Yang, M & M, Ministers De-La-Funk, MNM, The Pianoheadz, Platinum Crew, Reel 2 Real, Smooth Touch.
W 2004 roku został wydany album studyjny Morillo My World.